# パチスロDX
パチスロDX（パチスロデラックス）は、ハンゲームのオンラインパチスロゲームである。ここでは、前身サービスの「パチスロ」（以下、ハンゲーム内のパチスロを「パチスロ」と表記する）についても記述する。

## 概要
2008年7月7日、βサービス開始。その後2008年8月7日正式サービス開始。基本的なシステムは先に稼働開始したパチンコDX同様で、非課金でもプレイすることができる。パチンコDXにはあるランキング機能は未実装である。
以下の記述は通常時のものであり、イベントなどで台の構成・無料補充回数などが変更される場合がある。

### レベル
ビッグボーナスなどに当選すると経験値がたまり、バーがいっぱいになるとレベルアップする。レベルアップするとアバターアイテムやメダルがもらえる。また、一定のレベルに達すると無料で補充されるメダルの数が増える。

### 称号
レア演出を出現させる、機種ごとに設定された連荘・大当たり回数を達成すると称号が与えられる。獲得した称号はパチスロDX内のアバターの背景として使用できる。

### メダル
1日1回（補充できる日付の変わり目は午前9時）無料で補充できる無料メダルと課金して補充するメダルがある。また、課金してくじを引くこともできる。
- 1回30円からの最小1枚、最大3,333,333枚のメダルくじ
- 最大33,333枚だが最小1100枚（500円）・最少1800枚（700円）の新メダルくじ

の2種類がある。
無料の場合はレベルに応じたメダルが補充できるが、最大でもそのメダルの枚数までしか補充されない（例：150枚補充される場合に100枚残した状態で補充しても250枚にはならず150枚になる）。
メダルを1000枚貯めるとVIP店に入場することができる。VIP店と無料店ではパチスロ台の種類が違う。

### アイテム
ゲーム内で「パチDXアイテム箱」を購入すると一定時間設定を変更したり、ウェイト時間を短縮したりできるアイテムを入手できる（中身はランダム）。各機種専用のものと共通で使用できるものがあるが、実機移植台には使用できない。特定台限定のアイテムが登場するアイテム箱もあり、アバターアイテムがセットになっているものもある。

#### スキルアバガチャ
アバターの組み合わせによって設定、経験値、ゲームスピードが変化するアイテムが販売されている。それぞれのアバターに数値が設定されており、プラス値が大きいほど効果が高かったり発動時間が長くなったりするが、マイナス値が大きい場合にはマイナス効果が発動する場合もある。

### パチガチャBIG
パチンコDXと共用のガチャで、メダルを使用してガチャを回すことができる。ランダムでアバターアイテムやハンコイン商品券などが手に入る。アバターアイテム・まごころシールなどは定期的に入れ替わる。

### パチスロ店
「ALIEN CRAFT」導入後の店舗構成は日本全国47都道府県に設置台の同じ2店舗が4種類、計8店舗ある。そのうち2店舗は無料店で残り6店舗はVIP店である。1店舗は60台で構成されている。

### パチスロ台

#### 実機移植台
- 「パワフルアドベンチャー」
  - SANKYOの5号機。2012年3月15日にサービス終了、ななぱちに移行。
- 「燃えよ!功夫淑女」
  - 山佐の4号機。Aタイプ。2010年3月24日限りでサービス終了。
- 「七色未来」「神たま みこしちゃん奮闘編」
  - SNKプレイモアの5号機。2010年11月23日限りでサービス終了、翌日よりななぱちに移行。

#### オリジナル台
- 「ぱちすろファミスタオンライン」
  - Bタイプとされているが、実質的にはStormSeeker同様確率でJACゲームが継続するCタイプ。パチンコDXとの同時リリース。
- 「閃光騎兵メビウスクロス」
  - Bタイプ。2種類のBIG BONUSと確率で継続するINFINITY BONUS搭載。
- 「Tripod Lovers」
  - Aタイプ。ストック機。ビッグボーナスはナビゲーションに従うことでほぼ毎回711枚獲得可能な大量獲得機（小役やJACゲームが外れた場合は1ゲーム連荘の可能性大）。
- 「HadalZone」
  - Aタイプとされているがビッグボーナスは規定枚数（150枚）の払い出しで終了。「エピソードバトル」（右リール停止絵柄のナビゲート付きアシストリプレイタイム）搭載。
- 「Holy Crown」
  - Aタイプ。「プレゼントタイム」（押し順ナビのアシストタイム）搭載。
  - スペック・パネルデザインが変更された「Holy Crown White Version」が期間限定で登場したことがある。このバージョンはななぱちでプレイ可能。
- 「ALIEN CRAFT」
  - Aタイプ。ストック機能の付いたリプレイタイム「ビッグバンストリーム」搭載。
- 「ダメどる!!〜ミズキ参上!!〜」
  - Cタイプ。「ランキングボーナス」（JACゲーム）搭載。StormSeeker同様継続抽選を行うが小役ゲームはない。
- 「BLACK&GOLD」
  - Cタイプ。「ボーナスゲーム」（左リール停止絵柄のナビゲートを行うアシストタイム）は最大1999ゲーム継続。
- 「マジレス 〜リリスのマジカルレッスン〜」
  - Aタイプ。「サモンタイム」（押し順ナビのアシストタイム）搭載。
  - スペック・パネルデザインが変更された「マジ☆パネ　〜マジレス☆ブラックパネルVer〜」が期間限定で登場したことがある。このバージョンはななぱちでプレイ可能。
- 「大海原」
  - Aタイプ。ストック機。
- 「チーコ☆すとらいく」
  - Bタイプ（JACゲーム1回）。ストック機・シフト持ち越し。ビッグボーナス中の左リール停止図柄のナビゲートの有無による2つのボーナス（「役満ボーナス」・「満貫ボーナス」）を搭載。

以下の3台は無料店でプレイ可能。
- 「んみゃ〜ち美ら島」
  - Aタイプ。ストック機。1ゲーム連荘が特徴の沖スロ風。
- 「ゆかたこまち」
  - Aタイプ。ストック機。最大711枚獲得可能な大量獲得機。
- 「StormSeeker」
  - Cタイプ。押し順ナビ10GとJACゲーム（レギュラーボーナス）1回がセットの「ストームラッシュ」搭載。

## パチスロ
無料で遊べる「無料広場」と課金して遊ぶ「プレミアム広場」の2種類がある。無料広場では「ベータパチスロマネー」でメダルを購入することができ、マネーとメダルがなくなっても自動的に補充される。プレミアム広場では特定のメダル数でプレミアムチケットに交換することができる。プレミアム広場専用の台もある。なお、「パチスロ」の台がパチスロDXに移植されると「パチスロ」でのプレイができなくなる。
設定を上昇させるアイテムや、オート打ちの速度が加速するアイテムがハンコインで販売されていた。
2012年9月26日サービス終了。

### パチスロ台
パチスロの規定上実機では再現不可能な台もある。
プレミアム限定
- 「ぴぐみぃモンスター」

集中役搭載機。
- 「POPJOY」

パチスロではなくビデオスロットと説明されている。
- 「蒼の剣」

Bタイプ。ストック機。
- 「怪盗チェリー」

Aタイプ。ストック機。大量獲得機。
- 「ワンダーストーンHG」

オリジナルタイプ。
プレミアム・無料共通
- 「CROSS BEAT」

Aタイプ。モード搭載。
- 「ピンキー フルスロットル BLUE」

Aタイプ。アシストタイム搭載。「甲賀のピンキー フルスロットル」の改良機。
- 「甲賀のピンキー フルスロットル」

Aタイプ。アシストタイム搭載。パチンコに登場した「甲賀のピンキー」のパチスロ版。
- 「パピヨン」

Aタイプ。
- 「エリア777」

Bタイプ。
- 「ミラクル パンダァ V」

Aタイプ。大量獲得機。